# Thynnichthys vaillanti
Thynnichthys vaillanti és una espècie de peix cipriniforme de la família dels ciprínids.

## Morfologia
Els mascles poden assolir els 26,4 cm de longitud total.

## Distribució geogràfica
Es troba a l'est de Borneo.